# Mycodiplosis pulvinariae
Mycodiplosis pulvinariae är en tvåvingeart som först beskrevs av Ephraim Porter Felt 1912.  Mycodiplosis pulvinariae ingår i släktet Mycodiplosis och familjen gallmyggor. Inga underarter finns listade i Catalogue of Life.